# Guzmania brasiliensis
Guzmania brasiliensis là một loài thực vật có hoa trong họ Bromeliaceae. Loài này được Ule mô tả khoa học đầu tiên năm 1906.